# كفور السوالم بحري
قرية كفور السوالم بحري هي إحدى القرى التابعة لمركز إيتاي البارود في محافظة البحيرة في جمهورية مصر العربية. حسب إحصاءات سنة 2006، بلغ إجمالي السكان في كفور السوالم بحري 3199 نسمة، منهم 1650 رجل و1549 امرأة.